# Солџерс Гроув (Висконсин)
Солџерс Гроув (енгл. Soldiers Grove) град је у америчкој савезној држави Висконсин.

## Демографија
По попису из 2010. године број становника је 592, што је 61 (-9,3%) становника мање него 2000. године.
| Група             | 2000.       | 2010.       |
| Белци             | 644 (98,6%) | 587 (99,2%) |
| Афроамериканци    | 0 (0,0%)    | 0 (0,0%)    |
| Азијати           | 0 (0,0%)    | 0 (0,0%)    |
| Хиспаноамериканци | 3 (0,5%)    | 3 (0,5%)    |
| Укупно            | 653         | 592         |